# Рябчик уссурийский
Рябчик уссурийский (лат. Fritillaria ussuriensis) — вид травянистых растений рода Рябчик (Fritillaria) семейства Лилейные (Liliaceae), распространённый на Дальнем Востоке России (в южных районах Приморского и Хабаровского краёв), в Северо-Восточном Китае и на севере полуострова Корея.

## Ботаническое описание
Многолетнее травянистое растение, до 80 см высотой. Луковица округлая, до 1,2—1,5 см в диаметре, с мелкими, цельными чешуями. Стебель тонкий, гладкий. Листья линейно-ланцетные, 8—15 см длиной и 0,2—0,9 см шириной, верхние — очерёдные, заканчивающиеся усиком, нижние — в мутовках по 3—5, с тупой верхушкой.
Цветков от 1 до 2 (редко — 3), поникших. Прицветников 2, линейных, заканчиваются усиками. Околоцветник ширококолокольчатый, коричневато-жёлтый, пёстрый, с шахматным рисунком, 3,5—4 см в диаметре. Наружные листочки околоцветника эллиптические, 3—4,5 см длиной и 0,7—1,3 см шириной; внутренние — обратнояйцевидные или обратнояйцевидно-ланцетные, 3—4,5 см длиной и 1,1—1,5 см шириной. Пыльники 6—8 мм длиной. Столбик 9—11 мм длиной. Рылец 3, тонких, 4—5 мм длиной. Плод — обратнояйцевидная или овальная коробочка, 1,5—2 см длиной и 1—1,5 см шириной, вверху закруглённая, с тупыми, округлыми гранями.
Хромосомное число 2n = 24.

## Охрана
Вид внесён в Красные книги России и некоторых субъектов России: Приморский край (охраняется в заповедниках: «Кедровая Падь», Уссурийский, Лазовский и Дальневосточный морской; растёт в естественных условиях на территории Ботанического сада-института ДВО РАН) и Хабаровский край (Большехехцирский заповедник, памятник природы «Рябчик уссурийский» на сопке Бархатная в долине реки Хор).